# 徇北将军
徇北将军是东越（闽越）设置的将军名号。
西汉元封元年冬天（前111年），西汉的军队进入东越境内。东越一直派兵在险要的地方防守。徇北将军（姓名不详）负责守卫武林（今江西省上饶市余干县武陵山），他率军打败西汉楼船将军杨仆的几个校尉，还杀死长史。在杨仆的本部军队未出动的情况下，杨仆属下的士兵、钱唐（今浙江省杭州市）人辕终古（一说榬终古）斩杀徇北将军，凭借此战功被西汉朝廷封为御兒侯（一说语貌侯）。